# Simoting Corona
Simoting Corona is een corona op de planeet Venus. Simoting Corona werd in 2003 genoemd naar Simoting, voorouder van alle mensen volgens de Naga in Noordoost-India.
De corona heeft een diameter van 270 kilometer en bevindt zich ten oosten van Trotula Corona in het quadrangle Bereghinya Planitia (V-8).